# 국도 제301호선 (중국)
국도 제301호선(중국어: 301国道)은 헤이룽장성 쑤이펀허시에서 출발하여 내몽골 자치구의 만저우리시까지 이어주는 총 연장 1,680 km의 구간을 가진 중화인민공화국의 일반 국도이다. 그러나 이 국도는 아시안 하이웨이 6호선()의 일부이기도 하다.

## 주요 경유지
주요 경로 및 거리는 다음과 같다.
| 주요 경로 및 거리 |           |
| \| 도시 \| 거리 (km) \| \| ------------------------------ \| --------- \| \| 헤이룽장성 쑤이펀허시 \| 0 \| \| 헤이룽장성 무단장시 \| 183 \| \| 헤이룽장성 하이린시 \| 207 \| \| 헤이룽장성 상즈시 \| 370 \| \| 헤이룽장성 아청구 \| 491 \| \| 헤이룽장성 자오둥시 \| 595 \| \| 헤이룽장성 안다시 \| 678 \| \| 헤이룽장성 다칭시 \| 719 \| \| 헤이룽장성 랑후루구 \| 734 \| \| 헤이룽장성 린뎬현 \| 805 \| \| 헤이룽장성 치치하얼시 \| 902 \| \| 헤이룽장성 메이리쓰 다우르족구 \| 927 \| \| 헤이룽장성 간난현 \| 998 \| \| 내몽골 자치구 아룽 기 \| 1041 \| \| 내몽골 자치구 야커스시 \| 1380 \| \| 내몽골 자치구 다얀 \| 1386 \| \| 내몽골 자치구 하이라얼구 \| 1464 \| \| 내몽골 자치구 천바얼후 기 \| 1485 \| \| 내몽골 자치구 만저우리시 \| 1680 \| |           |
| 도시 | 거리 (km) |
| 헤이룽장성 쑤이펀허시 | 0         |
| 헤이룽장성 무단장시 | 183       |
| 헤이룽장성 하이린시 | 207       |
| 헤이룽장성 상즈시 | 370       |
| 헤이룽장성 아청구 | 491       |
| 헤이룽장성 자오둥시 | 595       |
| 헤이룽장성 안다시 | 678       |
| 헤이룽장성 다칭시 | 719       |
| 헤이룽장성 랑후루구 | 734       |
| 헤이룽장성 린뎬현 | 805       |
| 헤이룽장성 치치하얼시 | 902       |
| 헤이룽장성 메이리쓰 다우르족구 | 927       |
| 헤이룽장성 간난현 | 998       |
| 내몽골 자치구 아룽 기 | 1041      |
| 내몽골 자치구 야커스시 | 1380      |
| 내몽골 자치구 다얀 | 1386      |
| 내몽골 자치구 하이라얼구 | 1464      |
| 내몽골 자치구 천바얼후 기 | 1485      |
| 내몽골 자치구 만저우리시 | 1680      |

## 같이 보기
- 중화인민공화국의 일반 국도
- 아시안 하이웨이 6호선